# Zakład Psychiatryczny w Owińskach
Zakład Psychiatryczny w Owińskach (niem. Provinzial-Irren-Heilanstalt zu Owinsk)  – założony w 1838 roku w Owińskach i działający do II wojny światowej publiczny zakład dla chorych psychicznie. 

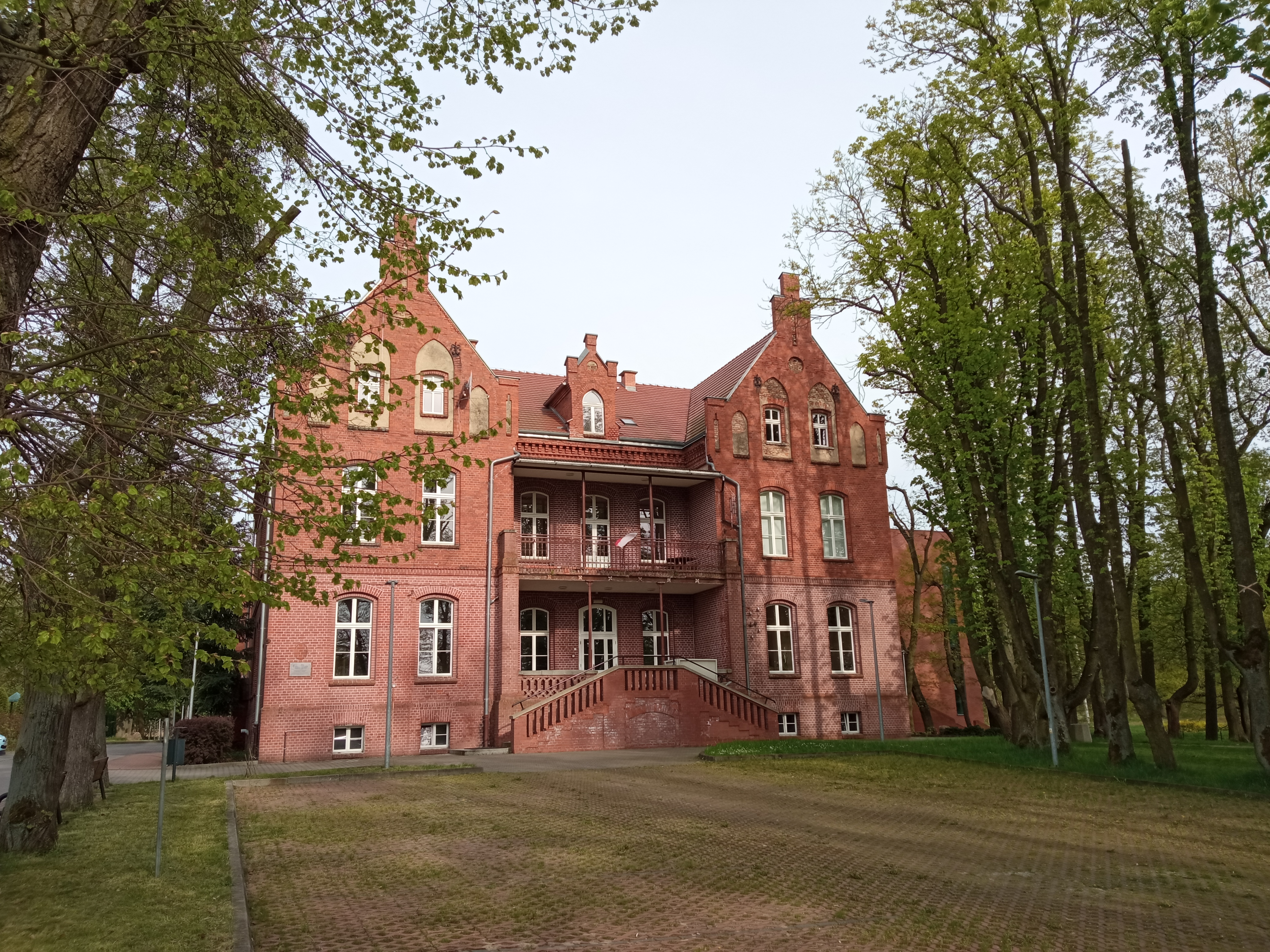
Zakład psychiatryczny (stary)

Pierwszym dyrektorem zakładu był Friedrich Wilhelm Christian Beschorner, a kolejnym Karl Wilhelm Werner. Do 1920 zakład w Owińskach był jedynym publicznym zakładem dla całej Prowincji Poznańskiej i jednym z najlepiej urządzonych w Niemczech. Rozbudowę obiektu w 1880 roku nadzorował Heinrich Laehr. Według stanu na 1911 rok dysponował 750 łóżkami. Pierwszym dyrektorem po 1920 roku był Stanisław Górny (1886–1934), a po nim nastał Marcin Zieliński. Pod koniec lat 30. planowano zreorganizować zakład i przekształcić go z detencyjnego w ośrodek o charakterze naukowo-leczniczym. Miał też być zapleczem Polskiego Instytutu Badań Dziedziczności.  
Po wybuchu II wojny światowej, pacjenci szpitala (1100 chorych) zostali zamordowani przez Niemców w ramach akcji T4 (wątek ten porusza Jakub Małecki w powieści Przemytnik cudu). Od 1943 do stycznia 1945 na terenie zakładu znajdował się Arbeitslager Treskau. Podczas działań wojennych część kompleksu została zniszczona. 
Od 1952 do 1993 w ocalałych zabudowaniach mieścił się Młodzieżowy Zakład Wychowawczy, obecnie teren znajduje się w rękach prywatnych.